# Canworthy Water
Canworthy Water – wieś w Anglii, w Kornwalii. Leży 97 km na północny wschód od miasta Penzance i 320 km na zachód od Londynu.